# Siebengebirge

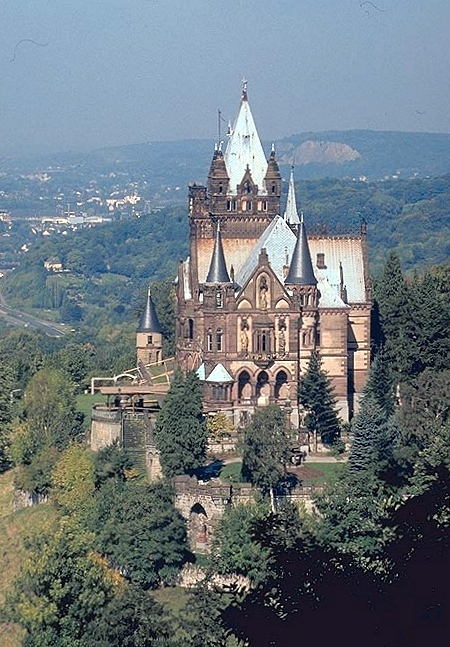
El castillo Drachenburg es uno de los hitos de Seven Hills

Las Siebengebirge (en alemán “Siete Colinas”), en ocasiones montañas Sieben, son una cadena montañosa de las tierras altas centrales alemanas en la margen oriental del Rin medio, al sureste de la ciudad de Bonn.

## Descripción
El área, ubicada en los municipios de Bad Honnef y Königswinter, consta de más de 40 colinas. Las colinas son de origen volcánico antiguo y surgieron hace entre 28 y 15 millones de años. Gran parte del territorio cubierto por las montañas Sieben pertenece al parque natural Sieben Hills (Naturpark Siebengebirge), que se encuentra bajo protección ambiental.
El pico más alto es el Ölberg a 460 metros sobre el nivel del mar. Es un destino turístico muy popular para el senderismo, debido a su entorno natural.[cita requerida]

## Colinas
Las colinas más importantes:[cita requerida]
- Großer Ölberg (460 m)
- Löwenburg (455 m)
- Lohrberg (435 m)
- Nonnenstromberg (335m)
- Petersberg (331 m, nombre Anterior: Stromberg)
- Wolkenburg (324 m)
- Drachenfels (321 m)

Otras colinas:
- Himmerich (366 m)
- Trenkeberg (430 m)
- Weilberg (297 m)
- Stenzelberg (287 m)
- Broderkonsberg (378 m)
- Mittelberg (353 m)
- Leyberg (359 m)
- Jungfernhardt (320 m)
- Geisberg (324 m)
- Schallenberg (310 m)
- Großer Breiberg (313 m)
- Kleiner Breiberg (288 m)
- Wasserfall (338 m)
- Kleiner Ölberg (332 m)
- Limperichsberg
- Scharfenberg
- Zickelburg (182 m)